# 大津瀬田郵便局
大津瀬田郵便局（おおつせたゆうびんきょく）は、滋賀県大津市にある郵便局。民営化前の分類では無集配普通郵便局であった。

## 概要
住所：〒520-2153 滋賀県大津市一里山3-34-14
かつては瀬田郵便局という名前の集配普通郵便局であったが、2005年（平成17年）10月24日に廃止（集配業務は大津中央郵便局に移管）、大津中央郵便局瀬田分室が設置された。しかし、民営化に先立ち、2007年（平成19年）7月30日に瀬田分室は廃止、当局が設置された。「郵便局」→「分室」→「郵便局」という経緯をたどったため、書類上は廃止と設置を繰り返しており、局番号も46028→46001A→46163と変更されているが、局舎は一貫して同じものを使用している。
局番号および局所コードは、滋賀県甲賀郡信楽町（現：甲賀市）にあった多羅尾郵便局（1993年（平成5年）6月7日に廃止、同日、多羅尾簡易郵便局を設置、局番号も46163→46737と変更）の番号を復帰させて使用している。
同じく大津市内にある比叡辻郵便局も、同様の経緯をたどった郵便局である（こちらは、坂本郵便局→大津中央郵便局坂本分室→比叡辻郵便局）。

### 併設施設
- かんぽ生命保険大津支店 - 滋賀県内で唯一の同社直営店舗である。
同社の直営店のみを併設しゆうちょ銀行の直営店を併設していない、数少ない無集配郵便局の一つである。

## 沿革
- 1874年（明治7年）4月 - 橋本郵便取扱所として開設[1]。
- 1875年（明治8年）1月1日 - 橋本郵便局（五等）となる。
- 1885年（明治18年）7月20日 - 貯金取扱を開始。
- 1890年（明治23年）4月1日 - 瀬田郵便局に改称。同年12月16日より為替取扱を開始。
- 1969年（昭和44年）2月23日 - 電話交換および和文電報配達業務を瀬田電報電話局に移管[2]。
- 1977年（昭和52年）4月11日 - 大津市瀬田橋本町から同市瀬田南大萱町に移転するとともに、特定郵便局から普通郵便局に局種別改定。
- 2000年（平成12年）8月14日 - 外国通貨の両替および旅行小切手の売買に関する業務取扱を開始。
- 2005年（平成17年）10月24日 - 廃止。旧局舎を利用して同日、大津中央郵便局瀬田分室を設置[3]。
- 2007年（平成19年）7月30日 - 大津中央郵便局瀬田分室が廃止。旧局舎を利用して、同日、大津瀬田郵便局を設置。
- 2007年（平成19年）10月1日 - 民営化に伴い、併設されたかんぽ生命保大津支店に一部業務を移管。
- 2012年（平成24年）10月1日 - 日本郵便株式会社発足。

## 取扱内容

### 大津瀬田郵便局
- 郵便、印紙、ゆうパック、内容証明
- 貯金、為替、振替、振込、国際送金、外貨両替・トラベラーズチェック、国債
- 生命保険、バイク自賠責保険
- ゆうちょ銀行ATM

### かんぽ生命保険大津支店
- 個人向け窓口業務は、郵便局が代理店として行う。

## 周辺
- 大津市立瀬田東小学校
- 瀬田公園
- 一里山公園
- 大津市役所 瀬田東市民センター
- 国道1号

## アクセス
- JR東海道本線（琵琶湖線） 瀬田駅（南口）から徒歩約15分
- 帝産湖南交通 一ツ松停留所下車
- 名神高速道路、京滋バイパス 瀬田東ICから北東に約2km
- 駐車場あり：14台